# Antônio Xavier da Luz
Antônio Xavier da Luz foi um político brasileiro.

## Biografia
Pouco se sabe de sua vida e carreira. Natural de Santo Antônio da Patrulha, foi vereador e presidente da Câmara de sua cidade natal. Presidiu também a instalação do município de Conceição do Arroio (hoje Osório) em 12 de abril de 1858. Foi o primeiro intendente de Caxias do Sul, filiado ao Partido Republicano Rio-Grandense e nomeado pelo Governo do Estado para dar um fim às intensas disputas que agitavam a região da antiga Colônia Caxias, onde se opunham, às vezes com violência, facções de republicanos, federalistas, católicos, maçons, carbonários, liberais e conservadores. Os conflitos não se limitavam a Caxias. De fato, naquela época o estado do Rio Grande do Sul era uma das regiões mais instáveis do Brasil. No período que imediatamente antecedeu sua nomeação, ocorrida em 5 de julho de 1892, a primeira Junta de Governo e o primeiro Conselho Municipal foram depostos duas vezes por revolucionários, que protestavam principalmente contra os impostos cobrados com juros e multas de atraso e as más condições das estradas, essenciais para o abastecimento e comunicação da vila, ainda na fase de acomodação de muitos imigrantes que chegavam e de organização de sua vida como município independente, tendo sido emancipada apenas dois anos antes, em 1890.
Como primeira medida para a pacificação da comunidade, assim que tomou posse em 1º de agosto de 1892, Xavier da Luz nomeou um dos líderes das revoltas, Luiz Pieruccini, como seu vice-intendente. O Conselho, que havia sido reinstalado em 5 de julho, aprovou em 4 de outubro o primeiro Regimento Interno, elaborado pelo intendente e destinado a regularizar as atividades do Legislativo. Também decretou a primeira Lei Orgânica após a aprovação do Conselho. Tentou organizar as finanças do novo município, que ao ser emancipado se viu completamente desprovido de fundos, continuando a cobrança de impostos atrasados, mas era tarefa tão impopular quanto complicada, pois a Comissão de Terras, encarregada pelo Governo Estadual de assentar os colonos, continuava em atividade e muitas de suas atribuições se sobrepunham às da Intendência, incluindo a cobrança de impostos. Sua administração foi tumultuada também por efeitos da Revolução Federalista. Em 29 de junho de 1894 a vila foi invadida por uma tropa de soldados do caudilho Belisário Batista, que depredaram e incendiaram edifícios, saquearam o comércio e causaram mortes, obrigando a população a fugir para a zona rural. O contexto permanecia intensamente turbulento, e em 15 de setembro Xavier da Luz pediu exoneração, sendo substituído por José Domingos de Almeida, que da mesma maneira governaria pouco tempo. Hoje seu nome batiza uma rua em Caxias do Sul.